# 马尼亚切
马尼亚切（義大利語：Maniace），是意大利西西里大区卡塔尼亞廣域市的一个市镇。总面积35平方公里，人口3670人，人口密度104.9人/平方公里（2009年）。ISTAT代码为087057。